# Gare de L’Étang-la-Ville
Gare de L’Étang-la-Ville vasútállomás Franciaországban, L’Étang-la-Ville településen.

## Vasútvonalak
Az állomást az alábbi vasútvonalak érintik:
- Saint-Cloud-Saint-Nom-la-Bretèche - Forêt-de-Marly-vasútvonal

## Kapcsolódó állomások
A vasútállomáshoz az alábbi állomások vannak a legközelebb:
- Gare de Saint-Nom-la-Bretèche - Forêt de Marly (Gare de Saint-Nom-la-Bretèche - Forêt de Marly, Transilien line L)
- Gare de Marly-le-Roi (Paris Gare Saint-Lazare, Transilien line L)